# Castillo palacio de los Pizarro
El Castillo palacio de los Pizarro o casa-fuerte de los Pizarro  es una fortaleza-palacio ubicada en el extremo este de la población española de Conquista de la Sierra, provincia de Cáceres, Extremadura.

## Historia
Esta fortaleza-palacio fue construida en el siglo XVI por Hernando Pizarro y Francisca Pizarro Yupanqui, hermano e hija del conquistador extremeño Francisco Pizarro. Según Cúneo-Vidal, en la Guerra de la Independencia los franceses quemaron el castillo.

## Construcción
La edificación consta de tres plantas, realizado en mampostería con sillares en las partes nobles. Se cree que la torre pudo ser una construcción anterior utilizada para controlar la dehesa. La techumbre de la fortaleza ha desaparecido.